# Miracle (KT Tunstall)
Miracle è un singolo della cantante scozzese KT Tunstall, pubblicato nel 2014 come estratto dalla colonna sonora del film Storia d'inverno.

## Tracce
- Download digitale

1. Miracle – 4:32